# イオアン2世 (キエフと全ルーシの府主教)
イオアン2世（Иоан II , ? - 1089年頃）はキエフと全ルーシの府主教（在位：1076年 - 1089年）。ビザンツ出身。

## 経歴
彼がいつ府主教に就任したのか、正確な日付は不明である。ただし、1077年にはロストフ主教イサイヤを叙聖しているので、その時には府主教であったことがわかる。
1085年頃にはヴォルィーニ地方のヴォロディーメルに主教座を設置し、1088年にはトゥーロフに主教座を設置した。
1086年にコンスタンティノープルにおける総主教座会議に出席したことが知られる。
1089年には、キエフ・ペチェルスキー修道院のウスペンスキー聖堂の献堂を行った。
同年に死去。1083年頃に、対立教皇クレメンス3世にカノン法上の論争で数通の返答を書いた。